# ブリス独立性
ブリス独立性（ブリスどくりつせい、英: Bliss independence）は、2つの薬剤の効果の互いへの依存性を説明するためのモデルである。その他のモデルにはレーヴェ相加性（2つの薬剤の機作が類似している場合）がある。
名称は生物学者チェスター・イトナー・ブリスに因む。

## 性質
ブリス独立性は、不同の機作を持つ2つの薬剤の相加的な効果を記述する。一方の物質の効果がもう一方の活性物質の濃度にほとんど独立と仮定すると、異なる作用機構を持つ2つの物質の有効濃度は以下のようになる。
E1+2 = E1 + E2 - E1 E2
モデル（右辺）より、混合物の作用（左辺）が大きい場合が「ブリス相乗性」、等しい場合が「ブリス独立性」、小さい場合が「ブリス拮抗性」と呼ばれる。